# ソフィア (ギリシャ王妃)
ソフィア・ティス・プロシアス（ギリシア語: Σοφία της Πρωσίας, 1870年6月14日 - 1932年1月13日）は、ギリシャ王コンスタンティノス1世の王妃。ドイツ語名はゾフィー・フォン・プロイセン（ドイツ語: Sophie von Preußen）。

## 生涯
ドイツ皇太子フリードリヒ（のちの皇帝フリードリヒ3世）とその妃であるヴィクトリア（イギリス女王ヴィクトリアの長女）の三女として、ポツダムで生まれた。兄はドイツ皇帝ヴィルヘルム2世。愛称はソッシー（Sossy）。

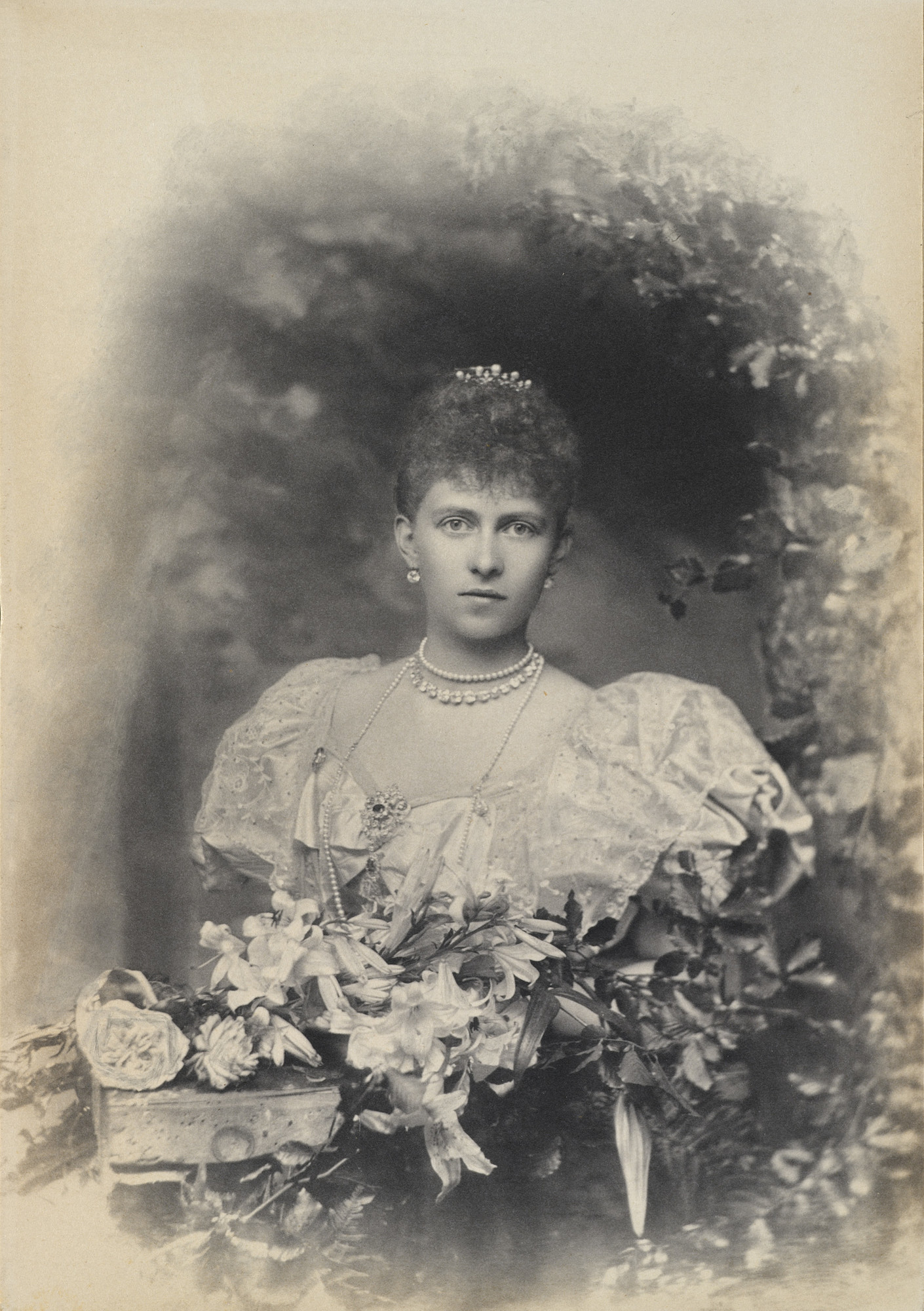
ソフィア、1890年代

1889年10月27日、王太子コンスタンティノスとアテネで結婚した。1913年5月に夫とともに戴冠した。2人は6子をもうけた。
- ゲオルギオス2世（1890年 - 1947年） - ルーマニア王女エリサベータと結婚。
- アレクサンドロス1世（1893年 - 1920年） - アスパシア・マノスと結婚。
- エレーニ（1896年 - 1982年） - ルーマニア王太子カロル妃。ミハイ1世の母。
- パウロス1世（1901年 - 1964年） - ブラウンシュヴァイク＝リューネブルク公女フリーデリケと結婚。
- イリニ（1904年 - 1974年） - 第4代アオスタ公アイモーネ（短期間クロアチア王トミスラヴ2世となった）と結婚。
- エカテリニ（1913年 - 2007年） - リチャード・ブランドラムと結婚。

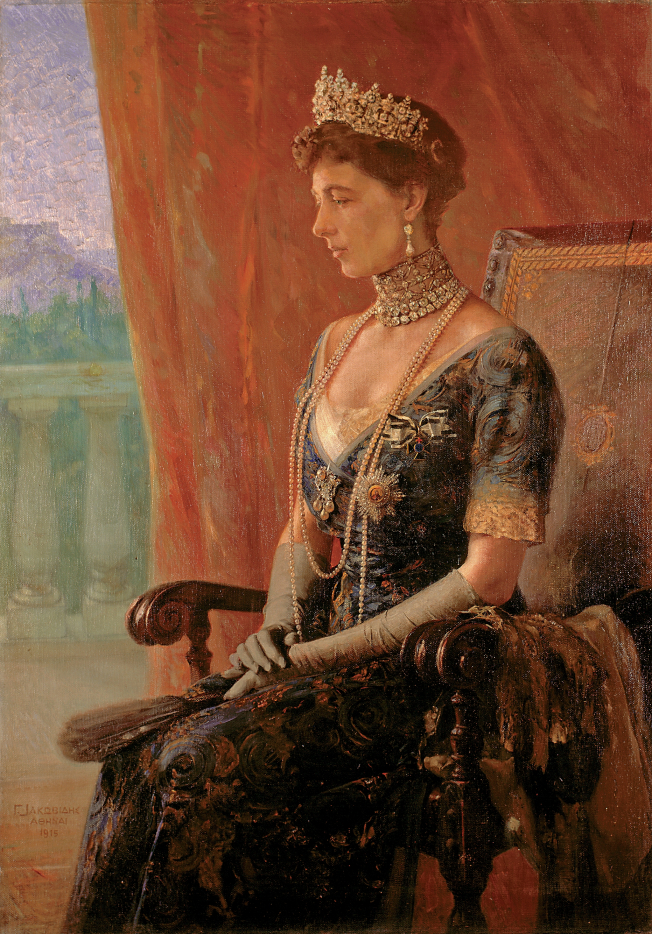
ソフィア王妃（1915年）

1916年、国王夫妻がタトイに滞在中、離宮に不審火が起こり、周囲の森林へも延焼した。ソフィアは末子エカテリニを抱いたまま2.4km余りを走って避難した。鎮火まで48時間かかったこの火事は、放火とみられている。
1917年6月、ソフィアは夫と王太子ゲオルギオスと共にギリシャを去った（ドイツの介入で退位した）。一家はスイスで亡命生活を送るが、王位を継いでいた次男アレクサンドロスが1919年に貴賤結婚でギリシャを離れ、その1年後にペットの猿に噛まれて破傷風で急逝したため、再び1920年に復位した。1922年、トルコとの戦争で敗北したのちコンスタンティノスは退位し、同年のうちに没した。
第一次世界大戦中、ソフィアは親ドイツ派であり、母と同じくイギリスびいきでもあった。
ソフィアは晩年に癌を患い、フランクフルトで没した。